# トロピカル号 (大分 - 鹿児島線)

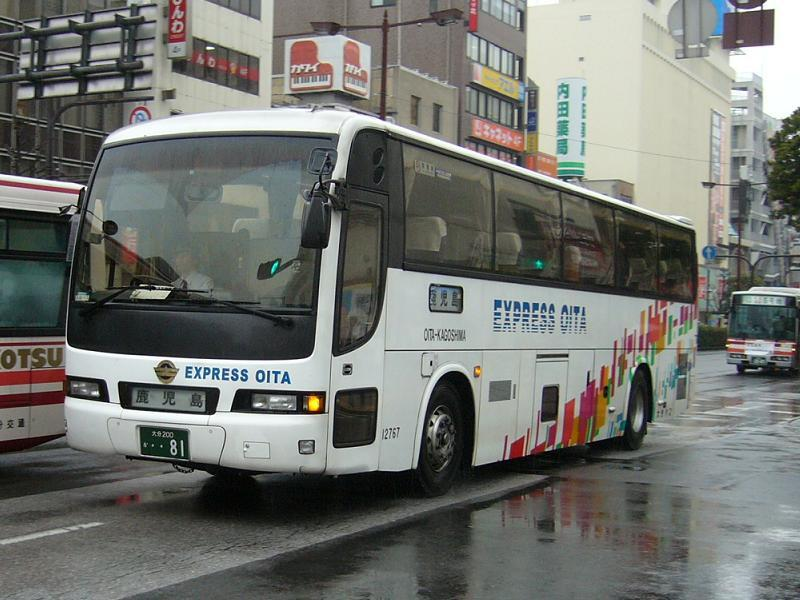
トロピカル号（大分バス）

トロピカル号（トロピカルごう）は、かつて大分県大分市・豊後大野市・竹田市と鹿児島県鹿児島市を結んでいた高速バスである。座席予約制（乗車前に乗車券を購入しなければならない）。
利用客減少のため、2018年（平成30年）3月31日の鹿児島発をもって運行が休止された。

## 運行会社
- 大分バス - 運行終了時まで担当。
- 鹿児島交通→南九州バスネットワーク - 2006年7月31日をもって撤退。撤退後の2006年8月1日以降も鹿児島での予約・発券業務を担当をしていたが、同年8月31日をもって解散したため、9月1日以降は林田バス（→いわさきバスネットワーク）が担当していた。

## 沿革

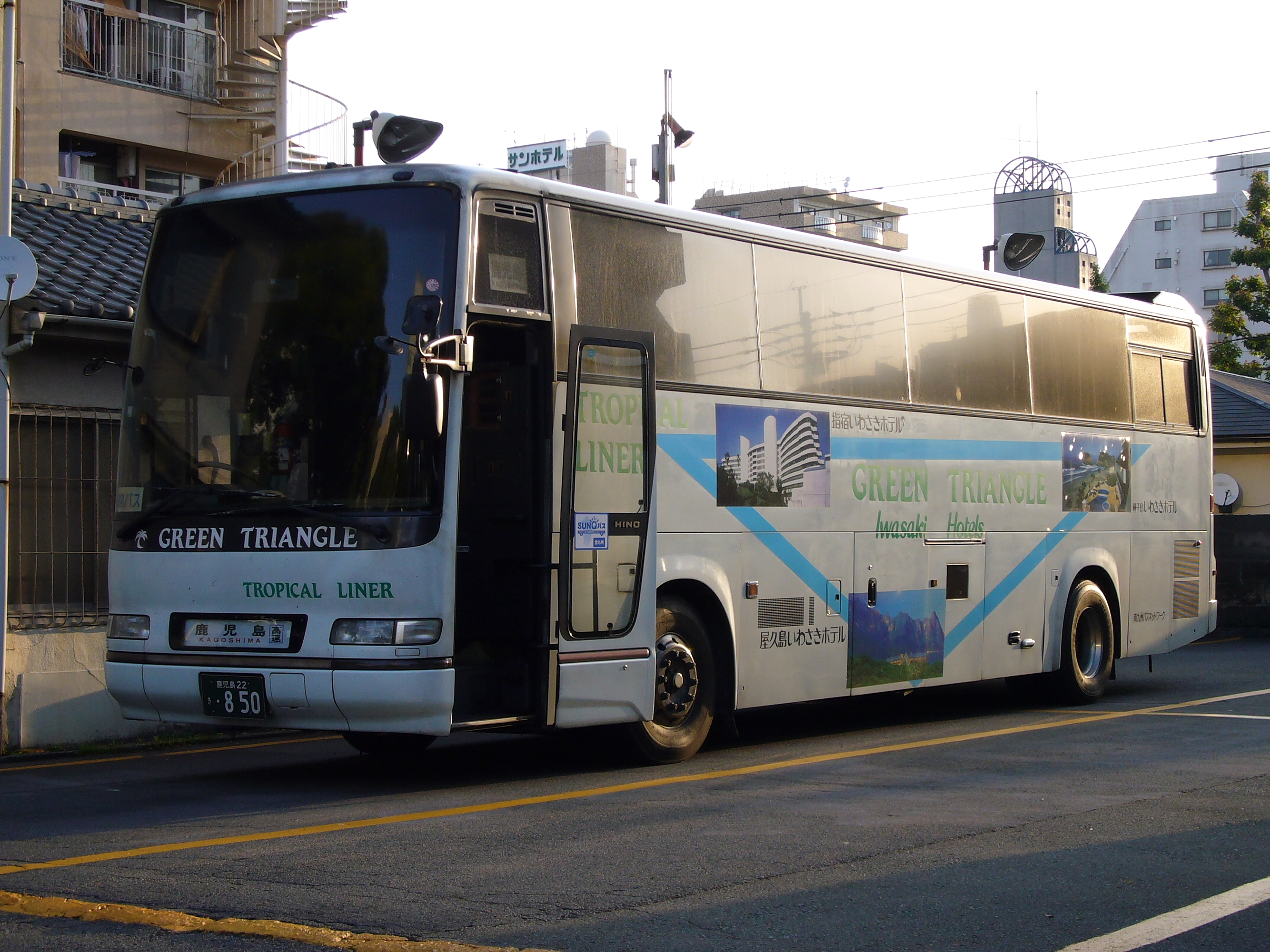
かつて南九州バスネットワークが運行していた「トロピカルライナー」

- 1990年12月17日：大分～鹿児島線としてトロピカル号・トロピカルライナーが開設される。
- 1995年7月28日：九州自動車道人吉IC～えびのIC間開通による経路変更およびダイヤ改正。
- 2004年4月: 鹿児島側の運行会社を南九州バスネットワークに移管。
- 2006年8月1日：ダイヤ改正で南九州バスネットワークが撤退し、大分バスの単独運行となる。
- 2006年9月1日：鹿児島側の業務担当が南九州バスネットワークから、林田バスに変更。
- 2008年2月1日：鹿児島側の業務担当が林田バスから、いわさきバスネットワークに変更。
- 2009年4月1日：いづろ高速バスセンター廃止に伴い、鹿児島市内の始終着バス停を鹿児島本港（高速船ターミナル）へ変更。
- 2012年7月12日：国道57号の道路障害により、宮崎経由で迂回運行。そのため、竹田玉来・田中は、通過する。
- 2012年8月20日：通常運行再開
- 2013年2月1日：鹿児島中央駅の乗降場を南国交通バスターミナル発着へ変更
- 2013年7月1日： 同日出発便より、ウェブでの予約先が「楽バス」から「@バスで（ハイウェイバスドットコム）」に変更される。
- 2015年4月1日： 同日出発便より、夜行便1往復のみに変更される。また、この日より「要町（大分駅高速バスのりば）」バス停に新たに停車。
- 2016年4月15日：熊本地震の影響により、東九州道経由で迂回運行となる。そのため、犬飼久原・田中・竹田玉来については停車しない。
  - なお犬飼久原にはのちに停車が再開されたが、田中・竹田玉来は運行休止まで停車しないままであった。
- 2017年7月21日：同日鹿児島発の便に使用されていた車両が鹿児島中央駅前にて故障のため走行不可能となる。急遽地元のタクシー会社が保有するジャンボタクシー（トヨタ・ハイエース）2台が代走を務め、利用者に対して運賃を全額返金する措置がとられた。
- 2018年3月31日：この日の鹿児島発便をもって運行休止（大分発便は前日限りで運行休止）[1]

## 運行経路・停車停留所
太字は停車停留所。
金池ターミナル - 大分（トキハ前） - 要町（大分駅高速バスのりば） - （米良バイパス・国道57号） - 戸次 - 犬飼久原 - 田中 - 竹田玉来 - 益城熊本空港IC - （九州自動車道） - 吉松 - 鹿児島空港南 - 鹿児島IC - 鹿児島中央駅前 - 天文館 - 鹿児島本港
上記は熊本地震発生直前時点の運行ルートで、熊本県の益城熊本空港インターチェンジから鹿児島県の鹿児島インターチェンジまでは高速道路を走行するが、大分県側においてはほとんどが一般道経由であった。熊本地震により犬飼久原 - 吉松間は国道326号・延岡IC・東九州自動車道・宮崎自動車道・九州自動車道経由となり、田中・竹田玉来には停車しなくなり、その状態のまま運行休止となった。
- 運行本数は運行開始当初から長年にわたり昼行便と夜行便各1往復であったが、2015年3月31日限りで昼行便が休止され、夜行便のみ1往復となっていた。
  - 昼行便は所要時間5時間40分（運行休止時点）で、運行開始当初は両方向とも朝に出発して昼過ぎに到着するダイヤであったが、大分バスの単独運行となった後は大分を朝に出発して昼過ぎに鹿児島に到着し、午後に鹿児島を出発して夜に大分に到着するようになっていた。途中緑川PAにおいて10分間の乗客開放休憩を行っていた。
  - 夜行便は出発時刻が夜遅く、到着時刻は朝早いダイヤであり、途中の高速道路のSA（主に吉松PA）で乗務員の仮眠休憩があるものの、乗客の開放休憩はなかった。
- 同一県内（金池ターミナル - 竹田玉来間、吉松 - 鹿児島本港間）の各停留所のみの相互利用は不可。

## 車内設備
- ハイデッカー、3列独立シート、トイレ、毛布
  - 昼行便においてはこの他にビデオ（DVD映画）・ラジオなどのオーディオサービスのほか、過去には全便湯茶サービスや車内公衆電話も備えられていた。

## 車両
- 大分バス
  - 三菱ふそう エアロバス／エアロエース
  - 日野自動車 セレガ（西工製車体）
- 鹿児島交通→南九州バスネットワーク
  - 日野自動車 セレガ
  - 三菱ふそう エアロクィーンM